# Shadwell (DLR)
Pour les articles homonymes, voir Shadwell.
Shadwell (en anglais : Shadwell DLR Station), est une station de la ligne de métro léger automatique Docklands Light Railway (DLR), en zone 2 Travelcard. Elle  est située sur la Watney Street, à Shadwell (en) dans le borough londonien de Tower Hamlets sur le territoire du Grand Londres.
C'est une station de correspondances, environ 50 mètres à pied, avec la gare de Shadwell desservie par les trains de banlieue du réseau London Overground.

## Situation sur le réseau

Plan de la ligne du métro léger DLR.

Située en aérien, Shadwell est une station, de la branche ouest de la ligne de métro léger Docklands Light Railway, elle est établie entre les stations terminus : Bank ou Tower Gateway, et Limehouse, en direction du nœud ferroviaire de Poplar,. Elle est en zone 2 Travelcard.
La station dispose des deux voies de la ligne encadrant un quai central et d'un dispositif de croisement des trains à l'entrée ouest de la plateforme.

## Histoire
La station Shadwell est mise en service le 31 août 1987 par le Docklands Light Railway.
En 2016, la fréquentation de la station est de 9,014 millions d'utilisateurs.

## Services aux voyageurs

### Accès et accueil
La station dispose de deux entrées sur la Watnez Street, de part et d'autre du pont sur lequel elle est établie.

### Desserte
La station Shadwell DLR est desservie par les rames des relations : Bank - Woolwich Arsenal, Bank - Lewisham et Tower Gateway - Beckton,.

Installations et desserte
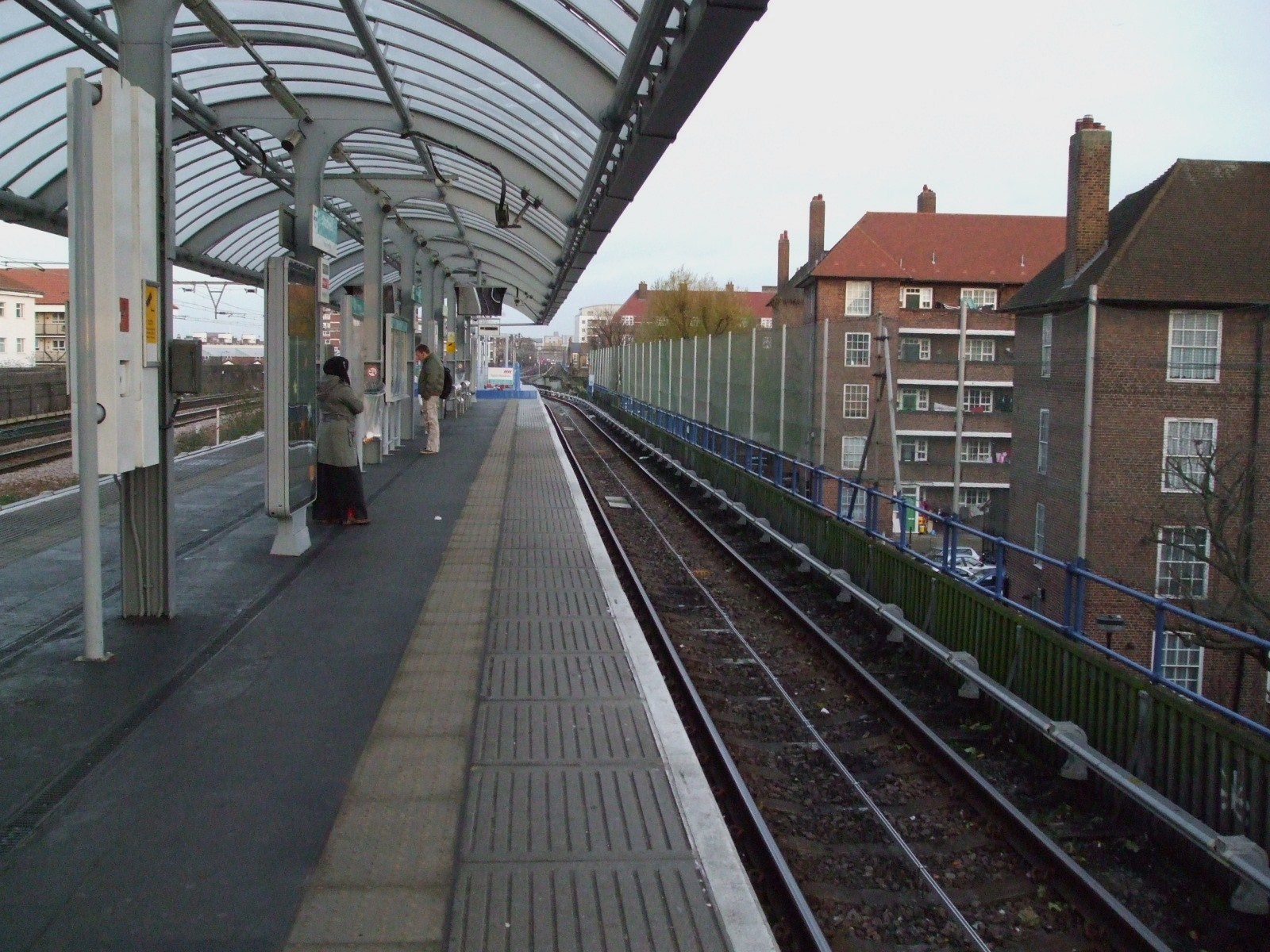
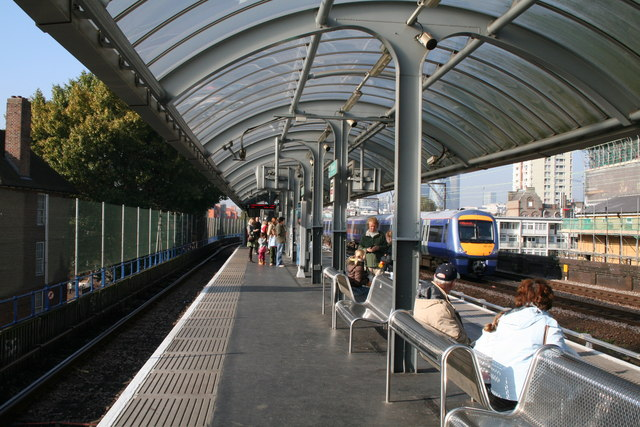
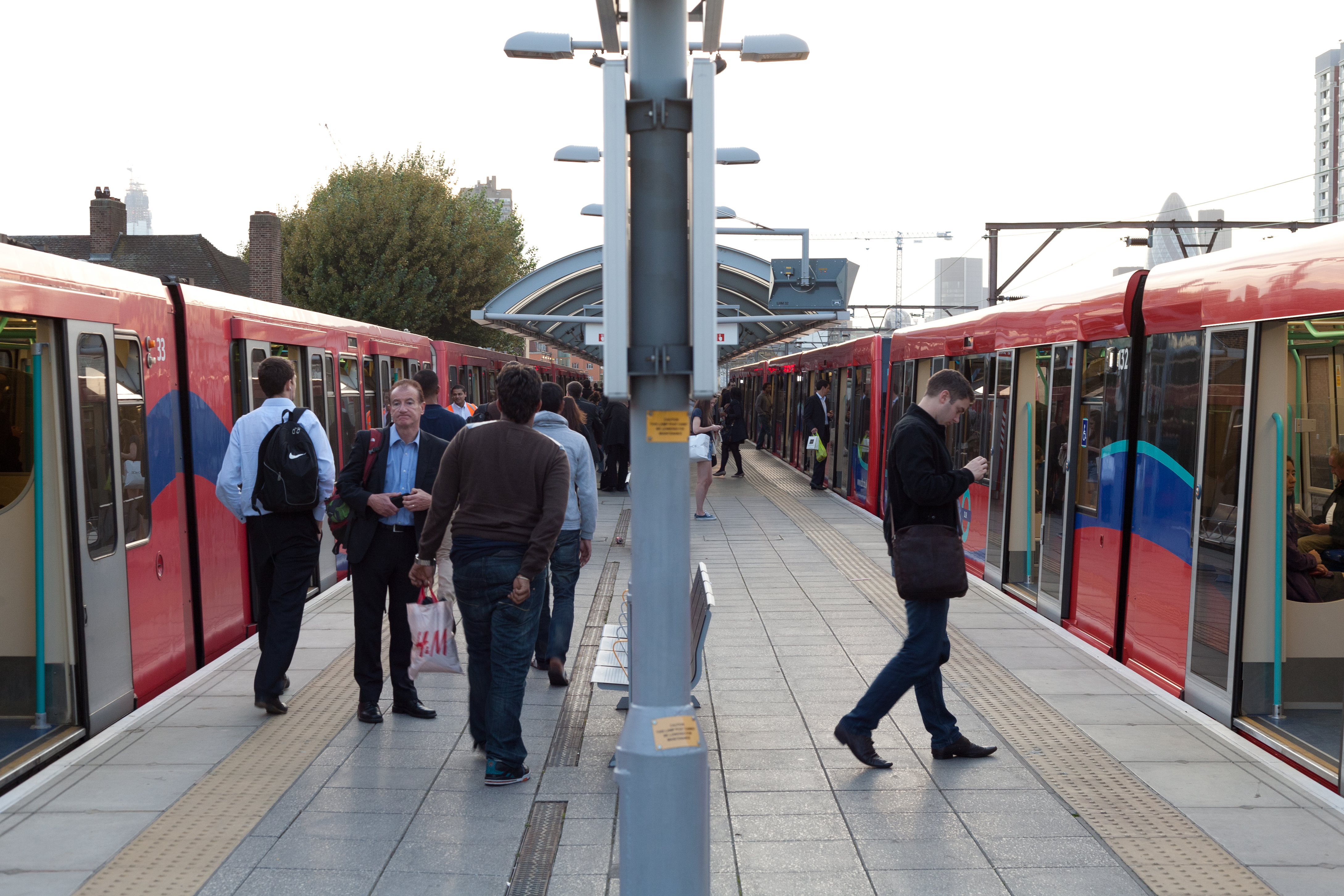

### Intermodalité
Correspondances, à environ 50 mètres à pied, avec la gare de Shadwell desservie par les trains de banlieue du réseau London Overground.
À proximité des arrêts de bus sont desservis par les lignes : 100, D3 et 339,.

## À proximité
- Shadwell (en)
- Gare de Shadwell
- Cable Street Mural (en)
- King Edward Memorial Park (en)
- St Paul's Church, Shadwell (en)